# 凱利山
凱利山（英語：Mount Kelly），是南極洲的山峰，位於維多利亞地的彭內爾海岸，處於伯奇山西北面6公里，屬於阿納雷山脈的一部分，海拔高度1,110米，現時由南極條約體系管理。